# Outjo
Outjo este un oraș din Namibia.